# Суруга-Мару
Суруга-Мару (Suruga Maru) — транспортне судно, яке під час Другої світової війни взяло участь у операціях японських збройних сил у Бірмі та на Соломонових островах.

## Передвоєнна історія
Суруга-Мару спорудили в 1938 році на верфі Mitsubishi Dockyard & Engineering Works у Нагасакі на замовлення компанії Nippon Suisan.
Остання почала використовувати траулер для риболовлі біля узбережжя Північно-Західної Австралії.
31 серпня 1941-го судно реквізували для потреб Імперського флоту Японії та призначили для перевезення продовольства. Після цього з 5 вересня по 8 жовтня 1941 воно пройшло необхідну модернізацію на верфі Urabe Zosen Tekkosho в Осаці.
З 22 жовтня по 15 листопада 1941-го судно здійснило круговий рейс із Японії до східних Каролінських островів, де відвідало атоли Трук (тут була створена потужна база ВМФ, котра до лютого 1944-го відіграватиме ключову роль у операціях у низці архіпелагів) та Понапе.

## Рейси у грудні 1941— грудні 1942
5 грудня 1941-го Суруга-Мару вийшло із Такао (наразі Гаосюн на Тайвані) та 9 грудня, вже після початку бойових дій, прибуло до бухти Камрань на узбережжі В'єтнаму. 14—20 грудня воно здійснило звідси перехід до Мако (важлива база ВМФ на Пескадорських островах у південній частині Тайванської протоки), а через три доби перейшло до сусіднього Такао. Вже 24 грудня Суруга-Мару знову вирушило до Камрані, потім 7—11 січня 1942-го відвідало Сайгон (наразі Хошимін) і 19 січня повернулось в Такао. У період з 23 січня по 14 лютого судно здійснило черговий рейс до Камрані та назад на Формозу.
19 лютого 1942-го Суруга-Мару вийшла з Такао до Сент-Жако (наразі Вунгтау). Втім, цього разу маршрут не обмежився В'єтнамом — судно побувало на островах Анамбас (неподалік від східного узбережжя півострова Малакка), у Сінгапурі, відвідало Пенанг (західне узбережжя Малакки), острови Мергуй (у Андаманському морі біля західного узбережжя перешийка Кра) і Порт-Блер (Андаманські острови). У квітні — травні Суруга-Мару через Пенанг, Сінгапур та Сайгон повернулось до Такао (у Сінгапурі та Сайгоні судно при цьому побувало двічі, здійснивши додатковий круговий рейс між цими пунктами). На початку червня Суруга-Мару прибуло в Японію.
На початку серпня 1942-го судно знову опинилось у Бірмі на островах Мергуй, звідки в останній декаді місяця прибуло до Такао.
25 жовтня — 2 листопада 1942 Суруга-Мару витратило на перехід з Йокосуки на Трук, звідки здійснило зворотній рейс 14—22 листопада.

## Рейс на Соломонові острови
10 січня 1943-го Суруга-Мару вийшло з Йокосуки на Трук. У середині лютого воно попрямувало до Соломонових островів та надвечір 15 лютого перебувало дещо північніше від Бугенвільської протоки, яка відділяє острови Бугенвіль та Шуазель (через неї можна було пройти до важливої якірної стоянки Шортленд — прикритої островами Шортленд акваторії біля південного завершення Бугенвілю). Тут воно було торпедоване та потоплене підводним човном Gato, під час чого загинули 2 члени екіпажу.